# ترور کوپر
تِـرِوِر کوپر (انگلیسی: Trevor Cooper؛ ‏ ۲۱ مهٔ ۱۹۵۳ – ) بازیگر اهل بریتانیا است.
او دانش‌آموختهٔ رشتهٔ حقوق در «پلی‌تکنیک کینگزتون» است و فوق‌کارشناسی خود را در همین رشته از دانشگاه واریک دریافت کرد و پیش از بازیگری، به مدت دو سال در «دانشگاه لاندن ساوث بنک» تدریس می‌کرد.
از فیلم‌ها یا مجموعه‌های تلویزیونی که وی در آن‌ها نقش داشته است، می‌توان به دکتر هو، زن سیاه‌پوش و دانتون ابی اشاره نمود.